# George Parker (Squashspieler)
George Parker (* 25. April 1996 in Leicester) ist ein englischer Squashspieler.

## Karriere
George Parker begann seine Karriere im Jahr 2013 und gewann bislang sieben Turniere auf der PSA World Tour. Seine höchste Platzierung in der Weltrangliste erreichte er mit Rang 25 am 17. Oktober 2022. Der größte Erfolg in seiner Juniorenzeit gelang ihm 2015 mit dem Gewinn der Europameisterschaft. 2017 qualifizierte er sich erstmals für das Hauptfeld der Weltmeisterschaft. Im Jahr darauf wurde er nach einer Finalniederlage gegen Borja Golán Vizeeuropameister. Mit der englischen Nationalmannschaft gelang ihm 2022 der Titelgewinn bei den Europameisterschaften.

## Erfolge
- Vizeeuropameister: 2018
- Europameister mit der Mannschaft: 2022
- Gewonnene PSA-Titel: 7